# Hieronyma ovata
Hieronyma ovata är en emblikaväxtart som beskrevs av Ignatz Urban. Hieronyma ovata ingår i släktet Hieronyma och familjen emblikaväxter. Inga underarter finns listade i Catalogue of Life.